# Freiheitliche Deutsche Arbeiterpartei
Freiheitliche Deutsche Arbeiterpartei (FAP) (česky: Svobodná Německá dělnická strana) byla německá krajně pravicová politická strana.

## Historie
FAP byl vytvořen v roce 1979 odtržením od Nezávislé labouristické strany (UAP)
FAP byl mimo jiné nechvalně známý pro svoji agresivní nacionalistickou propagandu, která se nacházela blízko nacionálně socialistické propagandě. Dále se v propagandě FAP nacházela rasová nesnášenlivost. Poměrně úspěšný nábor mladých lidí byl v roce 1980.
Dne 24. února 1995 byla Spolkovým ústavním soudem strana zrušena.

## Předsedové
- Michael Kühnen - 1979-1989
- Friedhelm Busse - 1989-1995

## Prominentní členové
- Jürgen Rieger †
- Dieter Riefling
- Michael Kühnen †
- Friedhelm Busse †
- Michael Swierczek
- Bela Ewald Althans
- Siegfried Borchardt

## Volby
FAP nebyl ve federální ani ve zemském sněmu. Zůstal ve volbách vždy hluboko pod pětiprocentní volební klauzulí. V roce 1987 ve federálních volbách získala pouhých 349 hlasů (~ 0,00095%). Dokonce i na úrovni jednotlivých zemí FAP zůstal okrajovým jevem ve volbách, například ve státě Hamburku v roce 1986 dostal 713 hlasů (0,1%). Ve volbách do Evropského parlamentu v roce 1989 dosáhl FAP výsledků 19.151 hlasů (0,1%).